# Wanted: A Coward
Wanted: A Coward è un film muto del 1927 diretto da Roy Clements. Prodotto dallo stesso regista per la Banner Productions su soggetto e sceneggiatura di Vincent Starrett, il film aveva come interpreti Lillian Rich, Robert Frazer, Frank Brownlee, James Gordon.

## Trama
Avventuriero, viaggiatore e soldato, l'affascinante Rupert Garland dichiara alla stampa che tutti gli uomini sono dei vigliacchi, compreso lui. Uno dei suoi compagni desiderando testare l'efficacia della sua dichiarazione chiede pubblicamente che un codardo si presenti a casa sua e Garland accetta l'offerta, scommettendo che si dimostrerà un codardo.

Garland incontra Isabel e una gang capitanata da Purviance, un ex attore. Viene inseguito da un cane, si arrampica su un albero e scala il muro per evitare un cecchino. Rivale del colonnello Ortegas per l'amore di Isabel, vince in combattimento Bull Harper. Alla fine i cattivi vengono arrestati e Garland trova la felicità con Isabel.

## Produzione
Il film fu prodotto dalla Banner Productions.

## Distribuzione
Il copyright del film, richiesto dalla Sterling, fu registrato il 14 maggio 1927 con il numero LP23963.
Distribuito dalla Sterling Pictures Distributing Corporation, il film uscì nelle sale statunitensi il 15 febbraio 1927.

### Conservazione
Copie della pellicola si trovano conservate negli archivi della Library of Congress di Washington.